# Kelly Clarkson
Kelly Brianne Clarkson (n. 24 aprilie 1982, Burleson⁠(d), Texas, SUA) este o cântăreață de muzică pop rock, compozitoare și ocazional actriță americană.
Clarkson a obținut un contract cu casa de discuri RCA Records în anul 2002, după ce a devenit câștigătoarea primului sezon al emisiunii American Idol. Un an mai târziu a început comercializarea albumului de debut al artistei, intitulat Thankful. Acest material discografic a fost comercializat pe plan mondial în aproximativ 3 milioane de exemplare.
Cel de-al doilea album al cântăreței, Breakaway a fost lansat în ultima parte a anului 2004. Acest produs a transformat-o pe Clarkson într-una din cântărețele cele mai de succes, discul fiind premiat de șase ori cu discul de platină în S.U.A..
Odată cu lansarea celui de-al treilea album din carieră, intitulat My December în anul 2007, Clarkson a adoptat un stil muzical influențat puternic de muzica rock. Discul nu s-a bucurat de un succes comercial marcant, reușind însă să treacă pragul de 2 milioane de exemplare vândute.
Cel de-al patrulea album de studio, intitulat All I Ever Wanted, a fost lansat la data de 6 martie, 2009 și a avut un impact impresionant asupra industriei muzicale din S.U.A., fiind comercializat în peste 255,000 de exemplare în săptămâna lansării. Cel de-am cincilea album, Stronger (2011), a câștigat Premiul Grammy pentru cel mai bun album vocal pop, fiind singura cântăreață care primește acest premiu de două ori.
Vocea cântăreței a fost acreditată de către criticii muzicali drept una dintre cele mai bune de pe scena internațională a muzicii. Răsplata prestației muzicale de calitate a lui Kelly Clarkson este reprezentată de cele 2 premii Grammy câștigate dintr-un număr total de 4 nominalizări ale cântăreței. Pe plan mondial, interpreta a vândut peste 19 milioane de albume, dintre care 12 milioane de copii vândute sunt doar ale albumului Breakaway.

## Biografie

### Anii copilăriei și primele activități muzicale (1982 — 2002)
Kelly Brianne Clarkson s-a născut pe data de 24 aprilie 1982 în orașul Fort Worth, Texas și a crescut într-o suburbie a acestuia, numită Burleson. Ea este cel de-al treilea, și cel mai mic, copil din familia sa. Mama ei (Jeanne Ann Rose) este profesoară de limba engleză în învățământul primar și are ascendenți greci, iar tatăl ei, Stephen Michael Clarkson, este un fost inginer cu origini irlandeze și galeze.
Kelly are un frate, Jason și o soră Alyssa, ambii fiind mai mari decât ea. La vârsta de șase ani, aceasta a trecut print-o experiență neplăcută, părinții divorțând după șaptesprezece ani de căsnicie. Ca urmare a divorțului, fratele ei a plecat să locuiască cu tatăl lor, Alyssa a locuit cu o mătușă, iar Kelly a rămas alături de mamă. Au avut probleme financiare, mama fiind nevoită să aibă mai multe locuri de muncă, pentru ca într-un final să se stabilească în Burleson, unde mama s-a recăsătorit cu Jimmy Taylor.
În timpul copilăriei lui Kelly, situația financiară dificilă a familiei a continuat, adesea existând certuri și conflicte pe această temă între părinți. Aceste experiențe au făcut-o pe Kelly să fie responsabilă și independentă încă de la o vârstă fragedă. La nouăsprezece ani, ea a trecut prin cel de-al doilea divorț parental. După primul divorț, muzica a devenit refugiul ei, iar pasiunea ei pentru muzică s-a accentuat în adolescență. Clarkson a hotărât să devină cântăreață la vârsta de treisprezece ani, când a interpretat melodia „Vision of Love” a Mariei Carey, în cadrul unei petreceri din liceu, la îndemnul unui profesor, care a convins-o spunându-i: „Dumnezeu ți-a dat acest dar. Trebuie să cânți. Destinul tău este să cânți.”  Din acel moment Kelly a început să ia lecții de pregătire vocală clasică, deși în acea perioadă familia ei nu avea o situație financiară foarte bună. Clarkson a sperat că talentul său pentru muzică o va ajuta să obțină o bursă pentru universitate.
Clarkson a frecventat școlile Burleson Middle și Burleson High. În copilărie, ea a vrut să devină biolog marin. În clasa a șaptea, o profesoară (Cynthia Glenn) a auzit-o cântând și i-a cerut să se alăture corului școlii. În liceu Clarkson a cântat în câteva muzicale precum Annie Get Your Gun, Seven Brides for Seven Brothers și Brigadoon.
De-a lungul liceului Kelly a avut slujbe diferite, pentru a o sprijini financiar pe mama sa. Ea a tuns iarba din grădinile vecinilor, l-a ajutat pe tatăl său vitreg în construcții și s-a angajat intr-un cinematograf până la vârsta de șaisprezece ani, când s-a mutat în Los Angeles.
După ce a terminat liceul, Clarkson a beneficiat de o bursă completă la universitățile din Texas, dar a refuzat să meargă la una dintre ele deoarece „scrisese prea multă muzică și voia să încerce o carieră pe cont propriu”. Clarkson a menționat totuși că „niciodată nu ești prea bătrân pentru a merge la universitate.”
După absolvirea liceului, în anul 2000 ea a avut câteva slujbe pentru a putea finanța producerea propriului CD demonstrativ, pe care l-a trimis câtorva case de discuri, din partea cărora a primit câteva răspunsuri negative. A decis apoi să se mute în Hollywood pentru a căuta alte șanse în domeniul muzicii. Clarkson a apărut într-un episod din serialul Sabrina, vrăjitoarea adolescentă și în alte câteva emisiuni televizate. Ea a jucat un rol minor în filmul Issues 101, produs în anul 2002. În următoarele luni, Kelly a fost descurajată de câteva experiențe neplăcute, printre care un incendiu ce a avut loc în apartamentului ei. Din pricina aceasta a hotărât să se întoarcă în Texas, unde a revenit la slujbele obișnuite pe care le avea și în timpul liceului.
Din anul 2002 locuiește împreună cu fratele său mai mare, Jason, într-o casă cu un teren de șaizeci de acri din Texas, pe care îl numește sanctuarul său.

### Participarea la «American Idol» (2002)

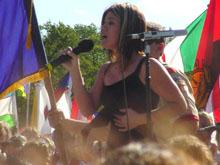
Clarkson în 2002

Reîntorcându-se în Burleson, câțiva dintre prietenii lui Kelly au încurajat-o să meargă la o audiție a primei ediții a concursului American Idol. Ea a intrat în competiție alături de alți 10.000 de participanți și a reușit să impresioneze cu abilitățile sale vocale juriul format din Paula Abdul, Simon Cowell și Randy Jackson. S-a clasat printre primii 30 de participanți, ceea ce i-a deschis drumul spre finală, dându-i dreptul să cânte în fiecare săptămână câte o melodie în direct, difuzată pe tot întinsul Americii de Nord. Melodii precum „(You Make Me Feel Like) A Natural Woman”, „Without You sau „I Surrender” au dus-o pe Kelly spre finală.
Ajunsă în faza finală a concursului, Clarkson a cântat balada „A Moment Like This”, compusă special pentru ea, interpretare cu ajutorul căreia a obținut 58% din preferințele publicului, devenind astfel pe data de 4 septembrie 2002 prima câștigătoare a competiției American Idol.
La scurt timp după terminarea primei ediții a concursului American Idol, Kelly a fost acuzată de faptul că ar fi cooperat cu o casă de discuri, lucru interzis în regulamentul competiției, dar aceste zvonuri au fost infirmate de către cântăreață.
Ea a jucat într-un film, alături de finalistul de la American Idol, Justin Guarini, intitulat From Justin to Kelly. Acesta nu a fost primit bine de către critici  și a strâns doar cinci milioane de dolari din vânzări de bilete, mai puțin decât bugetul producției. Clarkson a precizat într-un interviu că este șocată de faptul că a primit scrisori în care oamenii îi spuneau că doar obligațiile contractuale au implicat-o în acest film.
În luna decembrie a anului 2003, o competiție numită World Idol a avut loc în Londra, în cadrul căreia au participat câștigătorii tuturor edițiilor Idol care au avut loc pe tot întinsul globului. Clarkson s-a clasat pe locul secund, în urma norvegianului Kurt Nilsen. Ea a interpretat melodia „(You Make Me Feel Like) a Natural Woman”, interpretată originar de Aretha Franklin. Din cauza faptului că a părăsit competiția imediat după interpretarea melodiei, Clarkson a fost învinovățită de către presă că nu a avut respectul cuvenit față de ceilalți concurenți. Mai târziu ea le-a explicat cititorilor tabloidului The New York Post că a părăsit acea competiție din cauză că nu se simțise bine.

### Debutul discografic: «Thankful» (2003 — 2004)

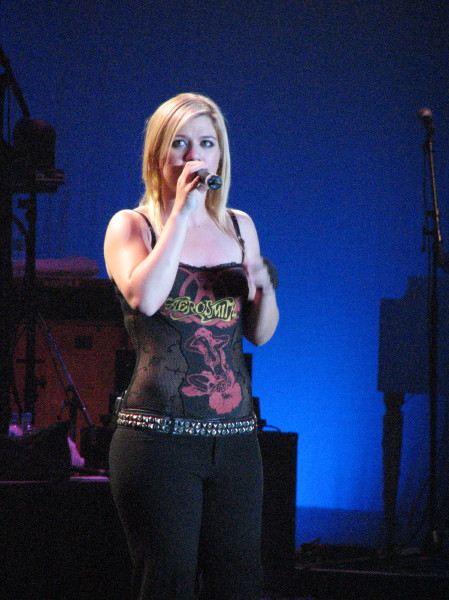
Kelly Clarkson la Canberra în 2005

Albumul de debut al lui Clarkson a început să fie comercializat în luna aprilie a anului 2003 și este intitulat Thankful. Lansarea acestuia a fost programată la doar câteva luni după terminarea primei ediții a concursului American Idol, dar din cauza problemelor cu care s-au confruntat producătorii lui Clarkson în compunerea unor melodii care să o reprezinte pe aceasta, lansarea albumului a fost amânată de câteva ori. Acesta a fost lansat la șase luni după succesul înregistrat de piesa „A Moment Like This”, care a devenit single-ul de debut al artistei.
Albumul s-a dovedit a fi un succes, câștigând prima poziție în topul Billboard 200 cu 297.000 de exemplare vândute în prima săptămână de la lansare. Thankful a fost certificat cu triplu disc de platină, pentru aproximativ trei milioane de exemplare vândute. Succesul acestuia pe plan internațional a fost limitat, înregistrând doar 900.000 de exemplare vândute în afara S.U.A..
Recenziile făcute de către critici au fost în general pozitive, unele persoane spunând că succesul înregistrat de către albumul Thankful se datorează interpretărilor cântăreței din concursul American Idol. Rachel Kipp, jurnalist al cotidianului Milwaukee Journal Sentinel a criticat-o pe Clarkson, spunând că personalitatea ei de pe acest material discografic nu coincide cu cea aratată la American Idol. Kipp a declarat: „La American Idol, Clarkson ne-a demonstrat că are o voce minunată și o personalitate puternică. Această personalitate lipsește pe Thankful, acest aspect fiind problema majoră a albumului.” Kipp a dat vina pe producătorii albumului pentru că nu au lăsat-o pe cântăreață să fie ea însăși.
De pe album au fost extrase patru discuri single: primul - „A Moment Like This”/„Before Your Love”; cel de-al doilea „Miss Independent”; al treilea „Low” și ultimul „The Trouble with Love Is”. Cântecul „Miss Independent” i-a adus lui Clarkson o nominalizare în cadrul Premiilor Grammy la categoria „Cea mai bună voce pop feminină”.
Conform unui sondaj realizat în anul 2008, albumul Thankful a fost vândut în peste 4 milioane de exemplare pe plan internațional.

### Evoluția muzicală și «Breakaway» (2004 — 2006)
Distanțându-se de imaginea pe care și-a făcut-o prin intermediul emisiunii American Idol, Kelly a preluat controlul producerii celui de-al doilea album al său, aducând mult mai multe elemente ale muzicii rock în materialul discografic, lucru care i-a schimbat și imaginea. Albumul este intitulat Breakaway și a fost lansat în ultima parte a anului 2004. În prima săptămână de la lansare, acesta a avut vânzări relativ mai slabe decât Thankful. Extrasele pe single au menținut albumul în top Billboard 200 pe o perioadă de un an, fiind unul dintre cele patru albume care au reușit această performanță. Datorită acestui succes, Breakaway a fost certificat cu cinci discuri de platină în S.U.A. și Canada. Un sondaj făcut în 2007 a estimat vânzările obținute de către acest album la cifra de 11 milioane de exemplare.

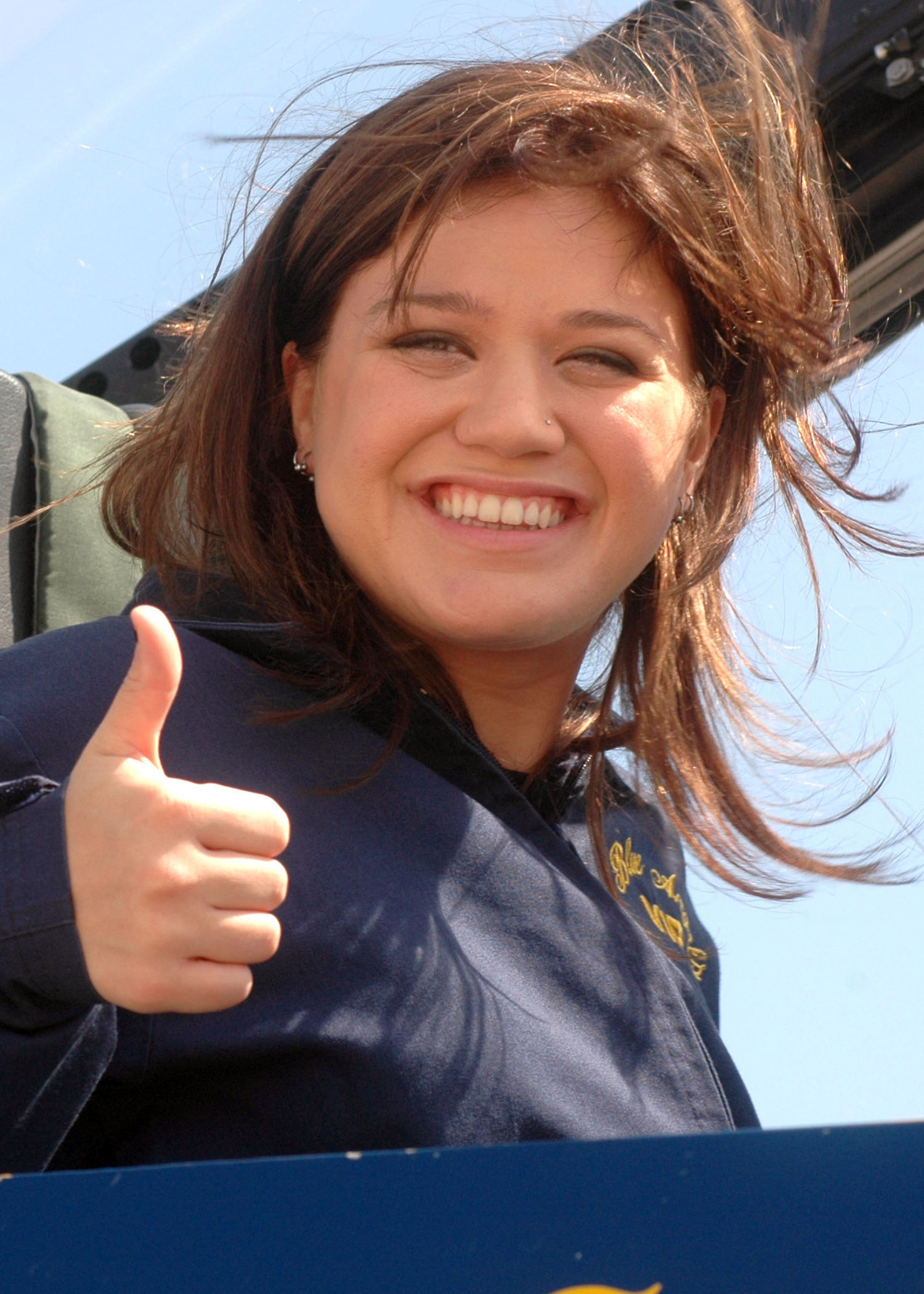
Kelly Clarkson în 2006

Kelly a contribuit în mod direct la producerea albumului Breakaway, colaborând cu textierii de renume (Ben Moody și David Hodges). Cel de-al doilea album al cântăreței a primit recenzii diferite, fiind descris de către revista Rolling Stone astfel: Clarkson adoptă latura sa rock mult mai mult decât cea pop, care a ajutat-o să câștige American Idol. Reporterii TeenInk au remarcat vocea puternică a lui Kelly și au primit cu entuziasm schimbarea sa de imagine și stil.
Pentru a promova albumul Breakaway, Clarkson a apărut în cadrul câtorva emisiuni de televiziune din America: Saturday Night Live, The Oprah Winfrey Show și The View. În vara anului 2006 cântăreața a înregistrat o melodie intitulată „Go”, care este folosită în prezent în campania „Mișcări Îndrăznețe”, inițiată de compania Ford Motor.
Primul single extras de pe acest album este intitulat Breakaway și a fost produs de către Avril Lavigne, Bridget Benenate, Matthew Gerrard și John Shanks. Cântecul a fost scris inițial pentru albumul de debut al lui Avril Lavigne, Let Go, dar cântăreața nu a inclus piesa, spunând că Breakaway nu se potrivește cu stilul ei. El a fost încredințat în cele din urmă lui Clarkson, care a reînregistrat-o ca și coloană sonoră pentru filmul The Princess Diaries 2: Royal Engagement.

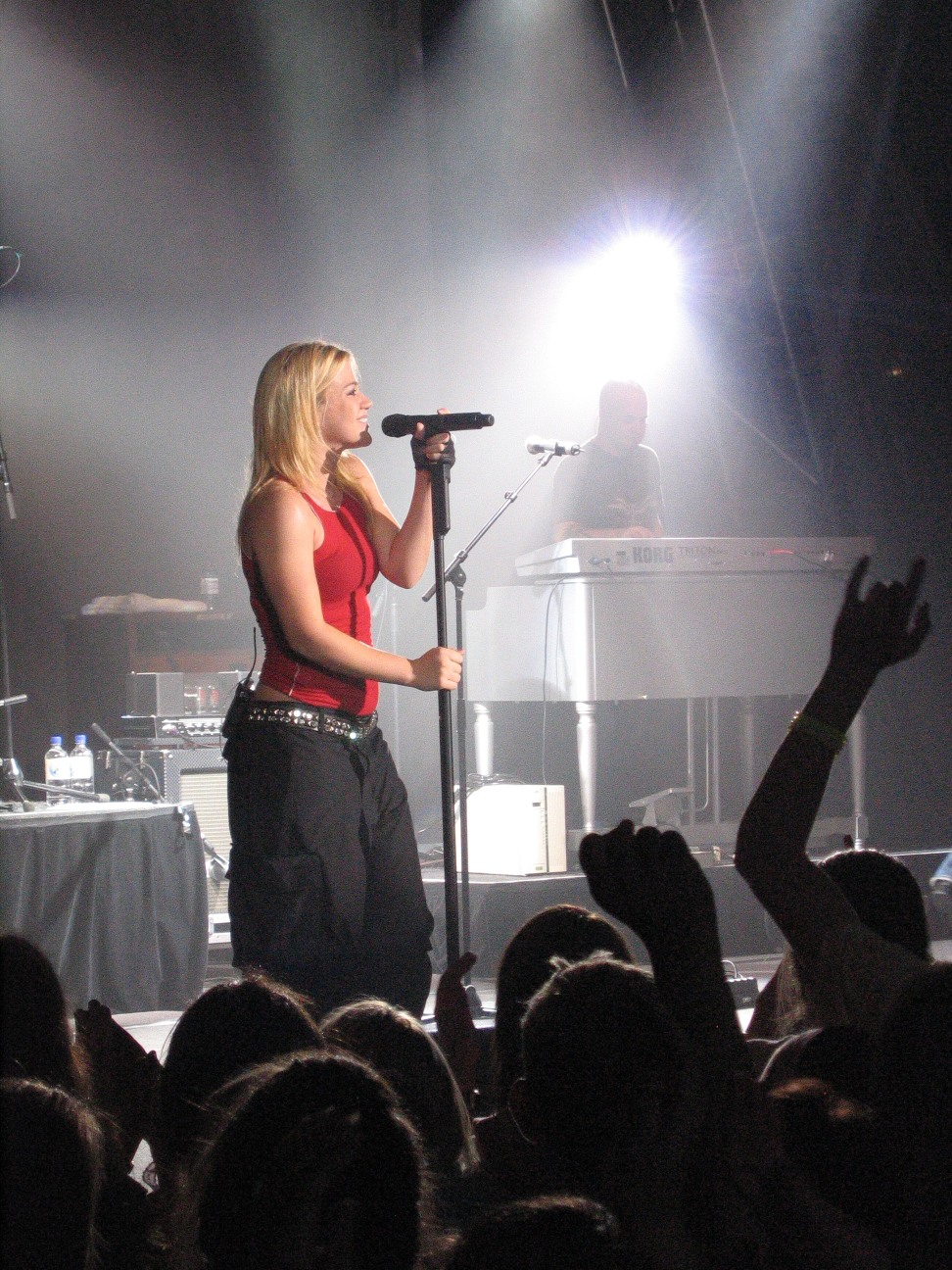
Clarkson în timpul unui concert susţinut în Geelong, Australia în anul 2005

După eșecurile avute cu cele două single-uri precedente, „Breakaway” a reprezentat un succes major, atingând poziții în top zece în S.U.A. și Canada. Piesa a rămas timp de douăzeci de săptămâni consecutive pe prima poziția a topului Billboard Adult Contemporary, fiind unul dintre cele mai mari hituri ale anului 2004.
Cel de-al doilea single extras de pe Breakaway este intitulat „Since U Been Gone”. Melodia, scrisă de către Dr. Luke și Max Martin a avut succes de-a lungul anului 2005 și a fost una dintre primele melodii ale lui Kelly care s-a bucurat de popularitate și în Europa. „Since U Been Gone” a contribuit la câștigarea unui premiu Grammy la categoria „Cea mai bună voce pop feminină”.
Videoclipul filmat pentru acest single a câștigat două premii în cadrul galei 2005 MTV Video Music Awards la categoriile „Cel mai bun videoclip al unei artiste” și „Cel mai bun videoclip pop”.
Următoarele single-uri, „Behind These Hazel Eyes”, „Because of You” și „Walk Away” au ajutat albumul Breakaway să ajungă unul dintre cele mai apreciate produse discografice din acea perioadă. Aceste cântece au devenit hituri pe plan internațional și au ajutat-o pe Clarkson să își consolideze statutul de „celebritate a muzicii pop”.

### Succesul fluctuant: «My December» și «All I Ever Wanted» (2007 — 2010)
My December este cel de-al treilea album înregistrat de către Kelly și a fost lansat oficial pe data de 26 iunie 2007 în America de Nord, iar pe plan internațional pe 23 iunie. În cadrul emisiunii Jimmy Kimmel Live artista a dezvăluit că s-a făcut un efort pentru a amâna data inițială a lansării, din cauza lipsei de promovare a acestuia. Criticii muzicali au descris albumul My December ca o lucrare foarte personală a lui Kelly, în care ea își descrie trecutul. De asemenea a fost remarcat și stilul mult mai profund și vocea mai pătrunzătoare a lui Clarkson. Reviste celebre precum Rolling Stone i-au dat note medii și bune, cuprinse între 6 și 9.
Pe plan internațional, albumul a înregistrat vânzări de peste două milioane trei sute de mii de exemplare, dintre care 800.000 numai în Statele Unite ale Americii.

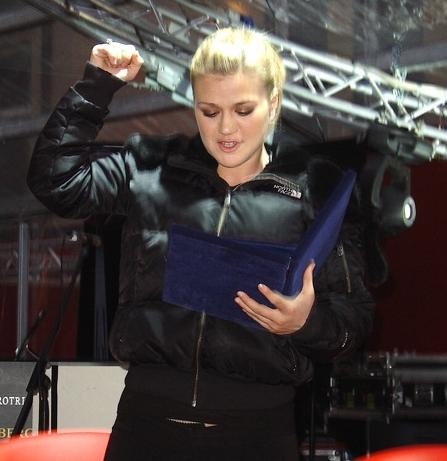
Kelly Clarkson în cadrul unei conferințe de presă susținute la data de 12 februarie 2006

Clarkson a început să scrie și să compună cântece pentru acest album în timp ce își promova materialul discografic precedent, Breakaway. Cântăreața ajunsese într-o perioadă foarte dificilă a vieții sale, deoarece era acaparată de evenimentele care se petreceau. De-a lungul acestei perioade, Kelly a scris câteva cântece care au ajuns să fie înregistrate pe album, pe care cântăreața l-a numit ulterior terapie liberă.
Înainte de lansarea albumului, surse au declarat că directorul companiei Sony BMG (Clive Davis), casa de discuri cu care Clarkson avea contract, nu era mulțumit de conținutul materialului discografic. Davis a vrut să fie aduse schimbări semnifictive discului, iar unele zvonuri dezvăluiau că de fapt acesta voia ca întregul album să fie abandonat, iar Clarkson să înceapă lucrul pentru un nou disc. Cântăreața a refuzat această propunere și a menționat că Davis credea că My December era mult prea negativ și sumbru.
Toate aceste conflicte s-au aplanat odată cu lansarea oficială a albumului pe piața internațională.
De pe albumul My December au fost extrase patru discuri single: primul - „Never Again”; cel de-al doilea „Sober”; al treilea „One Minute” și ultimul „Don't Waste Your Time”. Exceptând primul single, celelalte cântece nu au avut un impact impresionant asupra piețelor muzicale internaționale. Vânzările albumului My December au fost scăzute, în comparație cu materialele discografice lansate anterior acestuia. Discul a fost comercializat în peste 2 milioane de exemplare pe plan mondial.
În videoclipul melodiei „Don't Waste Your Time” apar în câteva secvențe și imagini cu Castelul Huniazilor de la Hunedoara de la noi din țară. Se pare însă că imaginile sunt doar prelucrate digital în videoclip, filmările neavând loc în această locație.

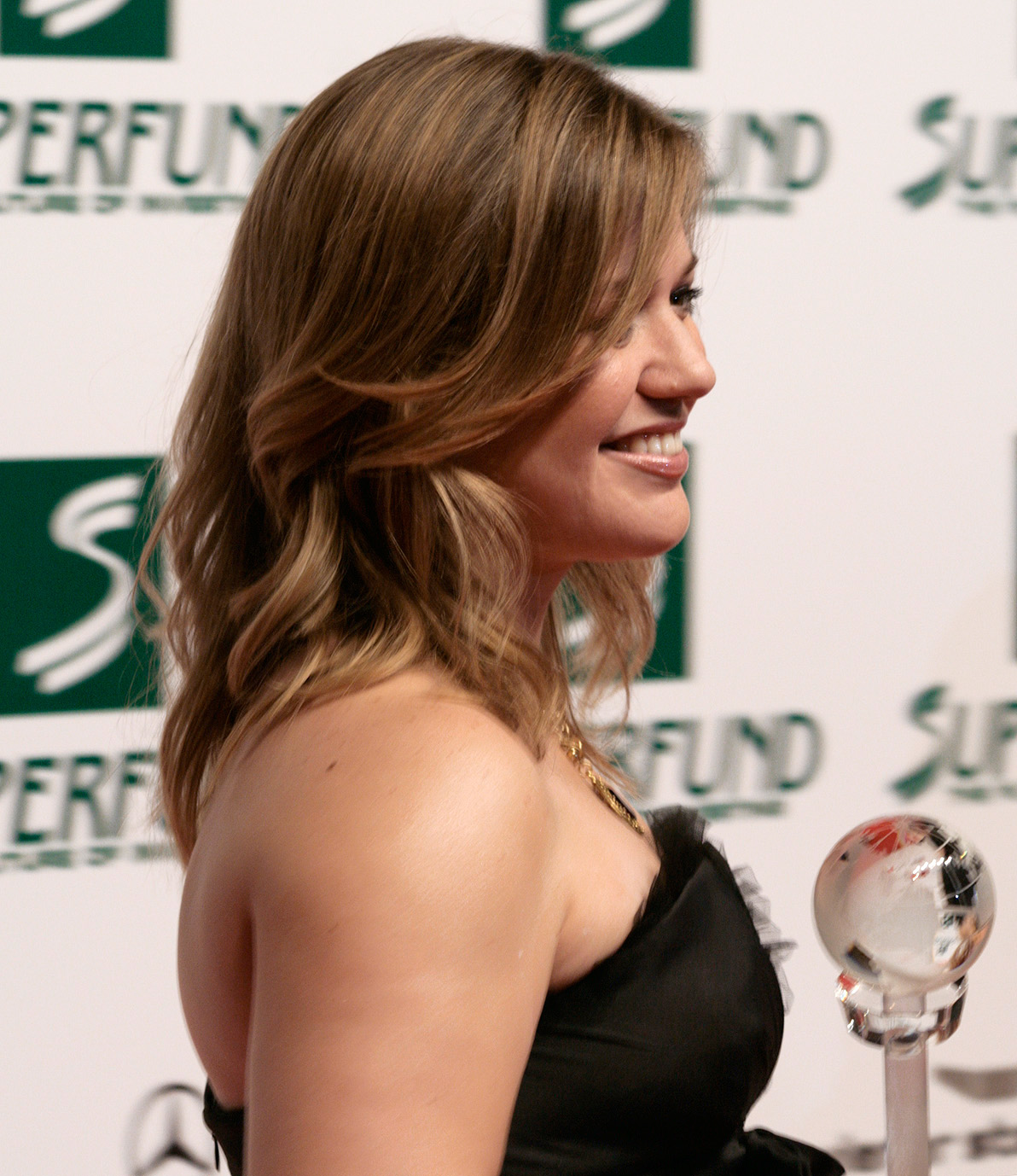
Kelly Clarkson pe covorul roşu al premiilor Women's World Award, în 2009

Pentru a promova albumul, Clarkson a început un turneu internațional, numit My December Tour. Primul concert a avut loc la data de 10 octombrie, 2007 în orașul Verona din statul New York, amploarea turneului fiind mult mai scăzută decât era prevăzut inițial.
La data de 7 iulie 2007, Clarkson a avut un recital în cadrul seriei de concerte Live Earth ce a avut loc în East Rutherford, New Jersey. Cântăreața a interpretat melodiile „Walk Away”, „How I Feel”, „Never Again”, „Sober” și „Since U Been Gone”.
În vara anului 2008 Clarkson a început să înregistreze un nou album de studio. Solistul formației OneRepublic, Ryan Tedder, a participat, alături de compozitori de renume precum Dr. Luke, Max Martin și Howard Benson la producerea noului material discografic. Discul, intitulat All I Ever Wanted, a fost lansat la data de 6 martie 2009 și a avut un impact impresionant asupra industriei muzicale din S.U.A., fiind vândut în peste 255.000 de exemplare în săptămâna lansării. Albumul a generat mult interes în rândul criticilor muzicali, fiind considerat „biletul pentru reîntoarcerea acesteia în atenția publicului general”.

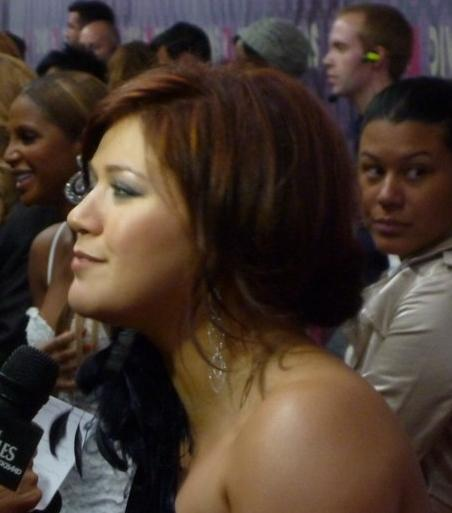
Kelly Clarkson la VH1 Divas în 2009

Primul single extras de pe albumul "All I Ever Wanted", "My Life Would Suck Without You", a fost extras pe disc single și a devenit un hit major pe plan internațional, câștigând primele poziții în clasamentele de specialitate. Piesa a intrat în Billboard Hot 100, la numărul 97 și a urcat pe primul loc în săptămâna următoare; aceasta a doborât recordul pentru cel mai mare salt în acel moment de top, anterior fiind doborât de Britney Spears cu piesa „Womanizer”.  Acest record a fost a doua oară spart de Kelly. Mai mult decât atât, "My Life Would Suck Without You" a fost primul single care a ajuns pe primul loc în Regatul Unit și a făcut-o pe Kelly primul câștigător American Idol care a reușit această performanță în Marea Britanie. Al doilea single, "I Do Not Hook Up", a început să fie promovată la începutul lunii aprilie și a ajuns pe locul 20 in Statele Unite, iar videoclipul filmat pentru aceasta a fost regizat de Bryan Barber, producător care a lucrat cu interprete de renume precum Christina Aguilera, Ciara sau Joss Stone. Al treilea single, „Already Gone”, a ajuns pe locul 13 în Statele Unite ale Americii. Lansarea lui „Already Gone” a devenit subiectul unei alte dispute cu RCA, de această dată cauzată de asemănarea piesei cu Halo, ambele fiind produse de Ryan Tedder. Promovarea albumului a luat sfârșit odată cu lansarea celui de-al patrulea single, „All I Ever Wanted”, care a intrat în Hot 100 pe poziția a 96-a; piesa „Cry” a avut parte de o lansare limitată ca un al cincilea single în Germania pe 12 martie 2010, și Australia.
Kelly Clarkson a fost invitată la VH1 Divas în septembrie 2009, unde a interpretat piesa „Already Gone”.

### «Stronger», «Wrapped in Red» și «Piece by Piece» (2011 — prezent)

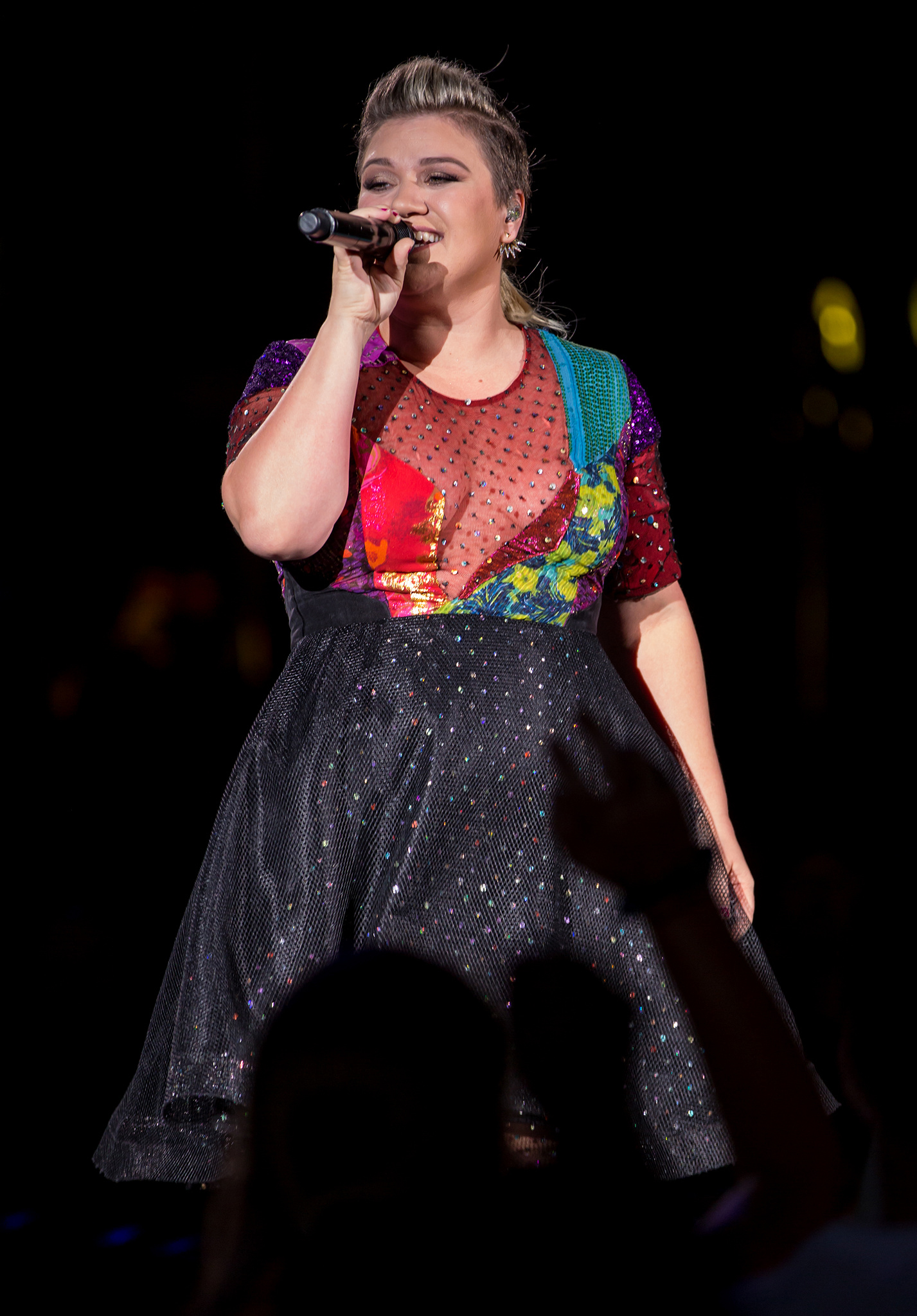
Kelly Clarkson în 2015

Cel de-al cincilea album de studio semnat Kelly Clarkson poartă numele Stronger și a fost lansat pe 25 octombrie 2011 prin intermediul casei de discuri RCA Records. Promovarea materialului s-a făcut în avans prin extragerea pe disc single a piesei „Mr. Know It All”. Pe 29 octombrie 2013 a lansat primul său album de Crăciun, Wrapped in Red, care a ajuns pe locul al treilea în clasamentul Billboard 200 și care a primit un disc de platină din partea RIAA.
În data de 27 februarie 2015, Kelly Clarkson a lansat albumul Piece by Piece, la care a colaborat cu artiști precum Kurstin, Jesse Shatkin, Sia, John Legend și Shane McAnally și care a primit recenzii pozitive din partea criticilor.

## Abilitate vocală
Calitățile vocale și talentul lui Kelly au fost primite cu aplauze de către public, critici și celebrități. Într-un interviu acordat în timpul emisiunii Good Morning America, producătorul Simon Cowell a declarat că, dintre cei șase câștigători ai diferitelor ediții ale emisiunii-concurs American Idol, Kelly are „de departe cea mai bună voce și că se află undeva, la același nivel cu interprete precum Celine Dion.”
Comentând interpretarea lui Kelly din cadrul campaniei Idol Gives Back, chitaristul formației The Yardbirds a spus: „Kelly are o voce soul care cere atenție”.
Revista Blender a descris vocea lui Clarkson astfel:
 Cântăreața din Texas are una dintre cele mai bune voci ale muzicii pop, un instrument puternic și multilateral cu care ea a crescut în ritmuri de blues și country în Sud. Dacă vocea de cinci octave a lui Mariah Carey este comparabilă cu a unui pudel de rasă superioară, atunci cea a lui Kelly este comparabilă cu un câine de vânătoare: prietenos, cu picioarele pe pământ, dar rău în același timp.

## Cariera în domeniul muzicii country
Deși Clarkson a adoptat de-a lungul carierei sale genuri muzicale precum pop sau rock, ea a participat frecvent la festivale de muzică country. În cadrul Premiilor ACM, ediția anului 2006, cântăreața a interpretat alături de formația Rascal Flatts cântecul „What Hurts the Most”. Kelly a susținut un recital alături de Reba McEntire în cadrul aceluiași eveniment în anul 2007. Ea a cântat și alături de grupul The Wreckers într-unul dintre concertele acestora.
Pentru a o ajuta pe Clarkson să își consolideze cariera în domeniul muzicii country, Reba McEntire a invitat-o să cânte alături de ea în diferite emisiuni. În anul 2007, cele două au re-înregistrat single-ul „Because of You”. Cântecul a fost promovat prin intermediul unui videoclip și a câtorva interpretări în cadrul Premiilor ACM. Clarkson a avut un recital alături de McEntire și Donnie Dunn în cadrul aceluiași eveniment, în anul 2008.
La data de 17 ianuarie 2008, Clarkson a început un turneu regional de promovare alăuri de Reba McEntire, turneu numit 2 Worlds, 2 Voices Tour 2008 care s-a încheiat în toamna aceluiași an.

## Apariții notabile
În anul 2004, Clarkson a înregistrat replicile într-unul dintre episoadele serialului de animație, King of the Hill, interpretându-se pe sine însuși.
Pe 25 aprilie 2007, Clarkson a avut o apariție în cadrul emisiunii Idol Gives Back, unde a cântat piesa „Up to the Mountain”, a lui Patty Griffin. După încheierea recitalului, unul dintre membrii juriului emisiunii American Idol, Simon Cowell a numit-o pe cântăreață „incredibilă” precizând: „Dacă o lași (pe Clarkson) să revină pe scena acestei emisiunii, îi va face pe ceilalți să pară amatori.”
Cântăreața a promovat de-a lungul carierei sale câteva produse cosmetice precum Proactiv sau apa termală comercializată de compania Glacéau, iar în 2007 Clarkson a semnat un contract cu NASCAR. Acest angajament prevedea apariții în reclame televizate, recitaluri înainte de raliuri și în timpul petrecerilor organizate de această companie.
În august 2008, revista Blender i-a dedicat un articol cântăreței, în care au fost publicate diverse informații referitoare la albumul My December și la conflictul dintre Clarkson și casa de discuri. Kelly a avut o apariție și la deschiderea oficială a sezonului de fotbal american din NFL în anul 2007.
Clarkson a avut o apariție în repriza meciului de fotbal american disputat de echipele New York Jets și Dallas Cowboys, ce a avut loc de Ziua Recunoștinței din anul 2007.

## Kelly Clarkson în cultura populară
Până în prezent, numele lui Kelly Clarkson a fost menționat în câteva cântece și emisiuni televizate. Cântăreața este menționată în melodia „Year 3000” a formației Jonas Brothers și în remixul piesei „You Know I'm No Good” a lui Amy Winehouse.
Clarkson este menționată în filmul Virgin la 40 de ani și în seriale de televiziune precum MADtv, Hannah Montana sau NCIS.

## Turnee
- The American Idol Tour (2002) a fost un turneu creat de către organizatorii emisiunii American Idol pentru a promova concurenții. Acesta s-a desfășurat în marile orașe din Statele Unite. Turneul a fost compus dintr-o serie de 28 de concerte.[99]
- U.S. Mini-Tour (2003) a fost un turneu compus dintr-o serie de concerte susținute în zece orașe din S.U.A. Datorită faptului că interpreta s-a îmbolnăvit, multe dintre aceste reprezentații au fost anulate.[100]
- The Independent Tour (2004) a fost al treilea turneu regional al artistei. Printre momentele memorabile din turneu se numără concertele cu temă rodeo din Texas, unde invitați speciali au fost Hilary Duff, Nick Lachey și Jessica Simpson.[101][102]
- The Breakaway Spring Tour (2005), primul turneu al artistei care a vizitat pe lângă S.U.A. și Canada. Acest turneu a avut rolul de a promova albumul de succes Breakaway. Acest turneu a fost compus din 35 de concerte în orașe diferite, cântăreața interpretând 18 melodii, de pe albumele Thankful și Breakaway.[103]
- The Hazel Eyes Summer Tour (2005), a însemnat unul dintre cele mai de succes turnee ale cântăreței. Melodiile incluse au fost cele de pe albumele Thankful și Breakaway dar și variante cover ale unor interpreți precum Annie Lennox sau Rascal Flatts. Câteva dintre concertele interpretei au fost anulate din cauza pagubelor produse de către uraganul Katrina în câteva regiuni ale Statelor Unite.[104][105]
- The Breakaway World Tour (2005 - 2006), primul turneu mondial al artistei, a vizitat pe lângă Europa, America de Nord și Regatul Unit și Israel.[106] Câteva dintre concertele pe care trebuia să le susțină Clarkson au fost anulate din cauza problemelor sale vocale. În afară de propriile melodii interpretate, Kelly a creat și variante cover ale unor formații precum Cheap Trick sau AC/DC.[106]
- The Addicted Tour (2006) a debutat pe 30 iunie 2006 și s-a încheiat pe 6 august, în același an. Turneul a fost compus dintr-o serie de 24 de concerte susținute în diferite orașe din America de Nord.[107]
- My December Tour (2007 - 2008) a fost cel de-al doilea turneul mondial al lui Clarkson. Acesta a avut loc în Europa, America de Nord și Australia. Turneul, care a promovat albumul My December, a fost compus din 50 de concerte în deschiderea cărora au cântat artiști precum Jon McLaughlin, Sean Kingston sau Mandy Moore.[61] Cântecele interpretate în acest turneu sunt incluse pe albumele Thankful, Breakaway și My December.[61]
- 2 Worlds, 2 Voices Tour 2008 (2008) este turneul de promovare al Rebbei McEntire alături de Clarkson.[85] Cele 39 de concerte programate conțin duete ale celor două cântărețe dar și interpretări singulare. Turneul a debutat pe 17 ianuarie 2008 și s-a încheiat pe 22 noiembrie în același an.[85]
- All I Ever Wanted Tour (2009 - 2010)
- Kelly Clarkson: Live in Concert (2009)
- Stronger Tour (2012)
- Kelly Clarkson/The Fray Tour (with The Fray) (2012)

## Discografie

### Albume de studio
- 2003: Thankful
- 2004: Breakaway
- 2007: My December
- 2009: All I Ever Wanted
- 2011: Stronger
- 2012: Greatest Hits:Chapter One
- 2013: Wrapped in Red
- 2015: Piece By Piece
- 2017:  Meaning of Life
- 2021:  When Cristhmas Comes Around...
- 2022:  Kellyoke
- 2023:   Chemistry

### Single - uri
- 2002 A Moment Like This
- 2003 Miss Independent
- 2003 Low
- 2003 The Trouble with Love Is
- 2004 Breakaway
- 2004 Since U Been Gone
- 2005 Behind These Hazel Eyes
- 2005 Because Of You
- 2006 Walk Away
- 2007 Never Again
- 2007 Sober
- 2007 One Minute
- 2007 Don't Waste Your Time
- 2009 My Life Would Suck Without You
- 2009 I Do Not Hook Up
- 2009 Already Gone
- 2010 All I Ever Wanted
- 2010 Don't You Wanna Stay (feat. Jason Aldean)
- 2011 Mr. Know It All
- 2011 I'll Be Home For Christmas
- 2012 What Doesn't Kill You (Stronger)
- 2012 Dark Side
- 2013 Catch My Breath
- 2013 Don't Rush feat. Vince Gill
- 2013 People Like Us
- 2013 Tie It Up
- 2013 Undearneath The Tree
- 2014 Wrapped In Red
- 2015 Heartbeat Song
- 2016 Invincible
- 2016 Piece by Piece
- 2017 Love So Soft
- 2017 Christmas Eve
- 2018 I Don't Think About You
- 2018 Heat
- 2019 Broken & Beautiful
- 2019 I Dare You
- 2019 Under The Mistletoe feat. Brett Eldredge
- 2021 Christmas Isn't Cancel ( Just You)
- 2022 Santa, Can't You Hear Me feat. Ariana Grande
- 2023 Mine
- 2023 Me
- 2023 Favorite Kind of High
- 2025 Where Have You Been

### Discuri single clasate pe locul 1
Următoarele single-uri au câștigat prima poziție în Statele Unite, Europa, Canada și/sau Brazilia. De asemenea, sunt arătate și locurile ocupate în United World Chart, Australia, Germania, Austria și Regatul Unit. Pentru o discografie completă a single-urilor, vezi Discografia lui Kelly Clarkson.
| Anul                                         | Cântecul                                     | Poziții ocupate în clasamente | Poziții ocupate în clasamente | Poziții ocupate în clasamente | Poziții ocupate în clasamente | Poziții ocupate în clasamente | Poziții ocupate în clasamente | Poziții ocupate în clasamente | Poziții ocupate în clasamente | Album     |
| Anul                                         | Cântecul                                     | Internațional                 | S.U.A.                        | UK                            | AUS                           | GER                           | AUT                           | CAN                           | EUR                           | Album     |
| -------------------------------------------- | -------------------------------------------- | ----------------------------- | ----------------------------- | ----------------------------- | ----------------------------- | ----------------------------- | ----------------------------- | ----------------------------- | ----------------------------- | --------- |
| 2002                                         | „A Moment Like This”                         | 23                            | 1                             | —                             | —                             | —                             | —                             | 1                             | —                             | Thankful  |
| 2004                                         | „Since U Been Gone”                          | 8                             | 2                             | 5                             | 2                             | 6                             | 3                             | 1                             | 7                             | Breakaway |
| 2005                                         | „Because of You”                             | 4                             | 7                             | 7                             | 4                             | 4                             | 3                             | 2                             | 1                             | Breakaway |
| Totalul discurilor single clasate pe locul 1 | Totalul discurilor single clasate pe locul 1 | —                             | 1                             | —                             | —                             | —                             | —                             | 2                             | 1                             |           |

## Premii și nominalizări
| Anul            | Categoria                       | Genul   | Piesa/Albumul                                | Rezultatul   |
| --------------- | ------------------------------- | ------- | -------------------------------------------- | ------------ |
| Premiile Grammy |                                 |         |                                              |              |
| 2004            | Cea mai bună voce pop feminină  | Pop     | „Miss Independent”                           | Nominalizare |
| 2006            | Cel mai bun album de muzică pop | Pop     | Breakaway                                    | Câștigat     |
| 2006            | Cea mai bună voce pop feminină  | Pop     | „Since U Been Gone”                          | Câștigat     |
| 2008            | Cea mai bună colaborare country | Country | „Because of You” (împreună cu Reba McEntire) | Nominalizare |